# جعبه‌ماهی شاخ‌بینی
جعبه‌ماهی شاخ‌بینی (نام علمی: Ostracion rhinorhynchos) نام یک گونه از سرده صندوق‌ماهی‌ها است.